# État de Cochin
Pour les articles homonymes, voir Cochin.
avant 1500 – 1949
Entités précédentes :
- Raj britannique

Entités suivantes :
- Inde

Cochin (malayalam : കൊച്ചി Kocci) est un ancien royaume puis État princier des Indes dans l'actuel Kerala. Il comprenait la plus grande partie du district de Thrissur, le taluk de Chittoor du district de Palakkad et les taluks de Kanayannur et Fort Kochi du district d'Ernakulam

## Histoire
Historiquement, la capitale de Cochin se trouvait à Cranganore, mais en 1341, la capitale a été déplacée à Cochin à cause d'une inondation désastreuse. Au début du XVe siècle, Cochin a perdu sa capacité à se défendre entièrement. À la fin du siècle, le royaume était réduit à un territoire minimal à la suite des invasions de Zamorin de Calicut.
Lorsque les armadas portugaises arrivèrent en Inde, le royaume de Cochin avait perdu ses vassaux au profit des Zamorins, y compris Edapalli et Cranganore. Cochin cherchait une occasion de préserver son indépendance qui était en danger. Le 24 décembre 1500, le roi Unni Varma accueille chaleureusement Pedro Álvares Cabral et négocie un traité d’alliance avec le Portugal dirigé contre le Zamorin de Calicut. Un certain nombre de forts ont été construits dans la région et contrôlés par les Indes orientales portugaises, dont le plus important était le Fort Manuel. Cochin devint un protectorat portugais à long terme (1503-1663), fournissant une assistance contre les puissances indigènes et étrangères en Inde. Après la guerre néerlando-portugaise, la Compagnie néerlandaise des Indes orientales (1663-1795) est un allié de Cochin. Elle fut suivie par la Compagnie britannique des Indes orientales (1795-1858, confirmée le 6 mai 1809) après la guerre anglo-néerlandaise, avec la suprématie britannique sur l’État de Cochin. Par le traité anglo-néerlandais de 1814, les Anglais cèdent aux Néerlandais l'île de Bangka dans l'archipel indonésien, en échange de l'établissement de Cochin et dépendances.
Le royaume de Travancore a fusionné avec le royaume de Cochin pour former l’État de Travancore-Cochin en 1950. Les cinq taluks à majorité tamoule de Vilavancode, Kalkulam, Thovalai, Agastheeswaram et Sengottai ont été transférés de Travancore-Cochin à l’État de Madras en 1956. Les régions de langue malayalam de Travancore-Cochin ont fusionné avec le district de Malabar (à l’exclusion des Îles Laquedives et Minicoy) et le taluk de Kasaragod du district de South Canara dans l’État de Madras pour former l’État malayalam moderne du Kerala le 1er novembre 1956, conformément à la loi de 1956 sur la réorganisation des États du gouvernement de l’Inde.

## Gouvernement
Dirigeants : Râja puis Mahârâja puis Mahârâja Gangadhara Koviladhi Karikal
- Râja
  - Vers 1500 - 1503 : Unniramakoil I
  - 1503 - 1537 : Unniramakoil II
  - 1537 - 1565 : Virakeralavarma I
  - 1565 - 1601 : Kesararamavarma II (en)
  - 1601 - 1615 : Virakeralavarma II
  - 1615 - 1624 : Ravivarma I
  - 1624 - 1637 : Virakeralavarma III
  - 1637 - 1645 : Godavarma I
  - 1645 - 1646 : Virarayiravarma
  - 1646 - 1650 : Virakeralavarma IV
  - 1650 - 1656 : Ramavarma I
  - 1656 - 1658 :  Gangadhara Lakshmi - Régente
  - 1658 - 1662 : Ramavarma II
  - 1662 - 1663 : Godavarma II
  - 1663 - 1687 : Virakeralavarma V
  - 1687 - 1693 : Ramavarma IiII
  - 1693 - 1697 : Ravivarma II
  - 1697 - 1701 : Ramavarma IV
  - 1701 - 1721 : Ramavarma V
  - 1721 - 1731 : Ravivarma III
  - 1731 - 1746 : Ramavarma VI
  - 1746 - 1749 : Keralavarma I
  - 1749 - 1760 : Ramavarma ViII
  - 1760 - 1775 : Keralavarma II (uk)
  - 1775 - 1790 : Ramavarma VIII (en)
  - 1790 - 1805 : Ramavarma IX (en) (+1805)
  - 1805 - 1809 : Ramavarma X (en) (+1809)
  - 1809 - 1828 : Keralavarma III (en) (+1828)
  - 1828 - 1837 : Ramavarma XI (en) (+1837)
  - 1837 - 1844 : Ramavarma XII (en) (+1844)
  - 1844 - 1851 : Ramavarma XIII (en) (+1851)
  - 1851 - 1853 : Keralavarma IV (en) (+1853)
  - 1853 - 1864 : Ravivarma IV (en) (+1864)
  - 1864 - 1888 : Ramavarma XIV (en) (1848-1888)
  - 1888 - 1895 : Sir Vira Keralavarma V (en) (1846-1895)
- Mahârâja
  - 1895 - 1914 :  Sri Sir Ramavarma XV (en) (1852-1932), abdiqua
- Mahârâja Gangadahra Koviladhi Karikal
  - 1914 - 1932 :  Sri Sir Ramavarma XVI (en) (1858-1932)
  - 1932 - 1941 : Sri Sir Ramavarma XVII (en) (1861-1941)
  - 1941 - 1943 : Sri Keralavarma VI (en) (1863-1943)
  - 1943 - 1946 : Sri Ravivarma V (en) (1865-1946)
  - 1946 - 1948 : Sri Keralavarma VII (en) (1870-1948)
  - 1948 - 1949 : Ramavarma XVIII (en) (+1964)
- Souverain titulaire
  - 1949 - 1964 : Ramavarma XVIII (en) (+1964)
  - 1964 - 1975 : Lalan Thampuran (en) (Ramavarma XIX) (1887–1975)
  - 1975 - 2004 : Anyian Kochunni Thampuran (Ramavarma XX)
  - 2004 - 2011 : Kochunni Thampuran (Keralavarma VIII)
  - 2011 - 2014 : Kochaniyan Thampuran (en) (Ramavarma XXI) (1912–2014)
  - 2014 - 2020 : Kochaniyan Thampuran (Ravivarma VI)
  - Depuis 2020 : Mrinalini Thampuran (Ravivarma VII)

### Source
- (en) Cet article est partiellement ou en totalité issu de l’article de Wikipédia en anglais intitulé « Kingdom of Cochin » (voir la liste des auteurs).